# 吸口

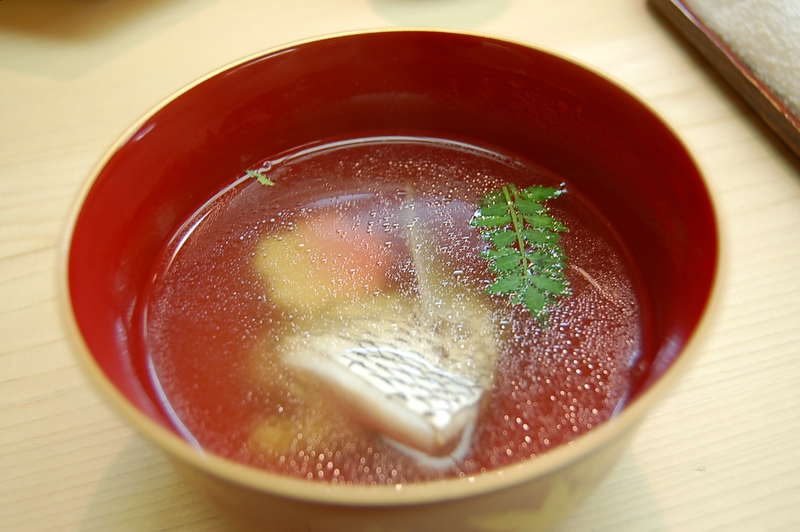
吸口として木の芽が浮かべられた吸い物

吸口（すいくち）は、汁物料理に用いられるつけあわせ、薬味のことである。香頭とも呼ばれる。
香りと風味を与え生臭い匂いを消す作用や、見た目を美しくすることによって食欲をそそる働きがある。また、木の芽のような葉物を浮かべることで、熱い汁物を一気に飲むことで火傷をしないようにする効用もある。一般に、木の芽（山椒の葉）やゆず（皮）等で、配合されている内容物から七味唐辛子を用いることも有る。